# Logička pogreška
Logičkom pogreškom u logici i retorici nazivamo nevaljani zaključak koji je nastao nepravilnim zaključivanjem.

## Aristotelova podjela
Još iz antike dolazi Aristotelova podjela logičkih pogrešaka na paralogizme i sofizme. Paralogizmi su nenamjerne logičke pogreške, dok su sofizmi namjerne logičke pogreške, čiji je cilj zbunjivanje protivnika.

### Antički primjeri sofizama
Rogati
- A: Što nisi izgubio, to imaš?
- B: Da.
- A: Rogove nisi izgubio?
- B: Ne.
- A: Dakle, imaš rogove.

[Ako tko nije što izgubio, to ne znači da to ima jer ne može izgubiti stvari koje nema.]

## Govorne logičke pogreške
- pogreška dvosmislenosti
- pogreška dvoznačnosti (fallaciae aequivocationis)
- pogreška govornog oblika
- pogreška kompozicije
- pogreška naglaska
- pogreška podjele

## Ostale logičke pogreške
- afirmiranje disjunkcije
- afirmiranje konsekvensa
- argument iz posljedica
- argumentum ad baculum
- argumentum a contrario
- argumentum ad crumenam
- argumentum ad antiquitatem
- argumentum ad hominem
- argumentum ad ignorantiam
- argumentum ad lapidem
- argumentum ad lazarum
- argumentum ad logicam
- argumentum ad misericordiam
- argumentum ad nauseam
- argumentum ad novitatem
- argumentum ad numerum
- argumentum ad odium
- argumentum ad passiones
- argumentum ad populum
- argumentum ad temperantiam
- argumentum ad verecundiam
- argumentum a maiori ad minus
- argumentum a minori ad maius
- argumentum e silentio
- circulus in demonstrando
- cum hoc ergo propter hoc
- dicto simpliciter
- error fundamentalis
- genetička pogreška
- idem per idem
- ignorantio elenchi/mutatio elenchi/irelevantna konkluzija
- ipse dixit
- ishitrena generalizacija
- kompleksno pitanje (sugestivno pitanje)
- konvertiranje kondicionala
- krivnja po asocijaciji
- lažna dilema
- lažni uzrok
- logička bifurkacija
- negiranje antecedensa
- nepobjedivo neznanje
- non sequitor
- petitio principii* plurium interrogationum
- pogrdna usporedba
- post hoc ergo propter hoc
- potvrda posljetka
- pozivanje na irelevantan autoritet
- pozivanje na laskanje
- pozivanje na licemjerje
- pozivanje na motiv
- pozivanje na neznanje
- pozivanje na prirodu
- pozivanje na strah/argumentum ad metum/argumentum in terrorem
- prijelaz u drugi rod
- qui nimium probat, nihil probat
- redefiniranje pojma
- reductio ad Hitlerum
- sklizak teren
- slamnati čovjek
- trovanje izvora
- tu quoque
- zamjena teza